# Plaza La Cachanilla
-Plaza La Cachanilla- es un centro comercial de la ciudad capital de Baja California. Su nombre deriva del gentilicio de la ciudadanía nacida e identificada como cachanillas, además de que por sus características asociadas al clima de la ciudad y su valor identitario, se convirtió en un espacio de esparcimiento además de consumo de productos.
Dado que su arquitectura es la de un centro comercial con domo cerrado y al ser uno de los espacios públicos completamente refrigerados, la comunidad suele asistir a la plaza durante las altas temperaturas del verano mexicalense. 

## Historia
Fue inaugurado el 26 de abril de 1989, cuando Juan Manuel Ley López tuvo la idea de reutilizar las quince hectáreas de terreno de una extinta despepitadora de algodón para construir un centro comercial refrigerado, adecuado para las altas temperaturas de la ciudad. El exgobernador Milton Castellanos Everardo describió la experiencia de ingresar a Plaza La Cachanilla como un verdadero "baño de pueblo", en el sentido de las clases medias y populares que frecuentaban el lugar en el verano.
La construcción comenzó en 1987 realizada por el Corporativo Coso, proveniente de Sinaloa.
Los giros comerciales que originalmente se instalaron fueron las tiendas departamentales Dorians y Coppel, además de la cadena de supermercados Casa Ley, D´Moreno, tienda de ropa  e infinidad de joyerías y tiendas de productos de la comunidad china de Mexicali. El estacionamiento actual y la plaza en sí misma se encuentra ubicada en las instalaciones y edificios de una vieja compañía algodonera estadounidense, La Compañía Industrial Jabonera del Pacífico, por lo que el valor arquitectónico de la plaza es de alto contenido patrimonial.
El logotipo del centro comercial incluyó una referencia a la planta que, de hecho, da pie al gentilicio local que inspira el nombre de la plaza, y por la inclusión de diferentes estilos arquitectónicos, ha sido descrito como un ejemplo de posmodernismo, al incorporar columnas con fachadas orientales y funcionalidad estadounidense, especialmente, en su food court.